# Chicago (Michael Jackson)
Chicago è una canzone del cantante statunitense Michael Jackson pubblicata per la prima volta nel secondo album in studio postumo del cantante, Xscape del 2014. La canzone, originariamente intitolata She Was Lovin' Me, è stata registrata tra fine marzo e metà aprile nel 1999 a New York, durante le sessioni dell'album Invincible (2001). La versione originale è stata poi rielaborata dai produttori Timbaland e J-Roc per essere inclusa nel progetto postumo Xscape.

## Genesi del brano
Chicago (in origine She Was Lovin' Me) è stata prodotta dall'ex vice-presidente della Sony Music, Cory Rooney. Nel 1999, durante un loro volo di ritorno da Los Angeles a New York, Tommy Mottola, l'allora presidente dell'etichetta discografica, propose a Rooney di scrivere e produrre una canzone per Jackson da registrare per il suo successivo album. Rooney accettò e si mise subito al lavoro appena arrivò a casa. Registrata una prima demo presso gli studi della Sony, venne prontamente inviata a Jackson, il quale apprezzò e, pochi giorni dopo, decise di volare a New York per registrare la canzone presso gli studi Hit Factory, nel centro di Manhattan. Il brano avrebbe dovuto essere inserito all'interno dell'album Invincible del 2001, ma venne scartato per incomprensioni tra Jackson e Rooney. Nel 2008, otto mesi prima della sua morte, Jackson confermò a Rooney la volontà di includere il brano nel suo nuovo progetto musicale, che poi non si sarebbe mai concretizzato.
Successivamente alla morte del cantante, Rooney collaborò con Taryll Jackson, uno dei nipoti di Michael Jackson, per produrre una nuova versione del brano nel 2010, pensando di inserirla inizialmente nel primo album postumo del cantante, Michael, dello stesso anno, ma venne nuovamente scartata.
Nel 2014, il brano è stato rielaborato ancora una volta, questa volta dal produttore Timbaland e questa versione è stata inclusa nel secondo album postumo di Jackson, Xscape, con il titolo Chicago; a causa di un'altra canzone dal titolo simile inserita in Xscape (Loving You) la canzone è stata infatti rinominata da She Was Lovin' Me a Chicago ma non va quindi confusa con il brano Chicago 1945, o Chicago Nights, canzone inedita dalle sessioni di Bad (1987), ma emersa on-line nel 2023.
Nove mesi prima della pubblicazione ufficiale dell'album, Timbaland fece circolare voci secondo cui Chicago sarebbe stato il primo singolo del progetto. Tuttavia quest'idea non si concretizzò, poiché il singolo di lancio sarebbe stato Love Never Felt So Good.
Un remix esclusivo del brano, intitolato Chicago (Papercha$er Remix) si poteva trovare all'interno del Sony Xperia Z2, grazie alla partnership tra l'Estate di Jackson e Sony, e quindi destinato a chi avrebbe comprato lo smartphone. Si tratta, quindi, di una traccia non acquistabile in digitale o su supporti audio tradizionali ma che può essere considerata una bonus track.

## Descrizione
Nel brano Michael Jackson canta con un registro basso su un ritmo minaccioso, dipingendo lentamente la storia di una relazione illecita, prima di scatenare un torrente di dolore e rimpianto nel ritornello. Ascoltando il brano si può inizialmente pensare che le parole siano rivolte all'ascoltatore, ma dopo le prime due strofe e i primi due ritornelli si può intuire come in realtà Jackson stia parlando direttamente al marito della donna di cui è innamorato. La canzone racconta del loro amore nato quasi per caso, e del dolore provato nello scoprire di essere stato causa e strumento di un tradimento.

## Successo e accoglienza
Il brano ha riscosso un discreto successo alla sua uscita, soprattutto tra i fan del cantante. Nel corso del 2023, a distanza di 9 anni dalla sua pubblicazione, la canzone è tornata alla ribalta nelle classifiche mondiali grazie alla visibilità donatagli attraverso le storie sui social superando, ad esempio, i 100 milioni di streaming su Spotify ed entrando nella Top 100 delle canzoni più virali di Spotify negli Stati Uniti posizionandosi al 75º posto.

## Classifiche
| Classifica (2014) | Posizione |
| ----------------- | --------- |
| Francia           | 127       |
| Paesi Bassi       | 53        |
| Corea             | 7         |
| USA               | 50        |